# Vicegobernador de Nuevo México
El vicegobernador de Nuevo México  es un funcionario constitucional electo del poder ejecutivo del estado estadounidense de Nuevo México, con un rango justo por debajo del gobernador. Treinta personas han ocupado el cargo de vicegobernador desde su independencia, dos de ellas de forma no consecutiva. El titular es Howie Morales, demócrata.

## Elección y mandato
El vicegobernador se elige en una candidatura conjunta con el gobernador para un mandato de cuatro años. Aunque al gobernador y al vicegobernador se les elige en la misma candidatura en la elección general, los candidatos compiten por separado durante las elecciones primarias.
Antes del 4 de noviembre de 2008, la Constitución del Estado de Nuevo México no preveía el nombramiento de un reemplazo para el vicegobernador en caso de sucesión en el cargo de gobernador. La Sección 16 del Artículo V de la Constitución del Estado de Nuevo México le otorga al gobernador el poder de nombrar un reemplazo, sujeto a la confirmación del nominado por parte de una mayoría del Senado Estatal.

## Poderes y deberes
El vicegobernador es la primera persona en la línea de sucesión gubernamental en virtud de la Constitución de Nuevo México. Por lo tanto, actúa como gobernador interino siempre que el gobernador titular se ausente del estado, esté incapacitado por enfermedad o sea sometido a un juicio político por la Cámara de Representantes. Asimismo, se convierte en gobernador en caso de muerte, renuncia o destitución del titular. Igualmente, el vicegobernador es presidente ex officio del Senado. En su calidad de presidente del Senado, tiene autoridad plenaria para preservar el decoro, decidir sobre cuestiones de procedimiento y certificar todos los instrumentos procesales que se presenten ante el Senado. También puede emitir votos de desempate, pero solo cuando la cámara está dividida en partes iguales sobre una cuestión.
Además de estas funciones constitucionales, el vicegobernador desempeña varias funciones estatutarias. La principal de ellas es que actúa como defensor del pueblo (ombudsman) para todo el gobierno estatal. En este rol, investiga e intenta resolver las quejas presentadas por los ciudadanos de Nuevo México en relación con sus trámites con las agencias estatales. Es también, por ley, miembro del Gabinete del gobernador y de diversas juntas y comisiones estatales.